# Евла (община Вапа)
 Тази статия е за дебърското село.  За преспанското вижте Евла (община Ресен).  
Евла или Долно Елевци (на македонска литературна норма: Евла; на албански: Evla) е село в Северна Македония, в община Вапа (Център Жупа).

## География
Селото еразположено в областта Жупа в западните склонове на планината Стогово.

## История
В XIX век Евла е село в Дебърска каза на Османската империя. В „Етнография на вилаетите Адрианопол, Монастир и Салоника“, издадена в Константинопол в 1878 година и отразяваща статистиката на населението от 1873 година, Долно Елевци е посочено като село със 7 домакинства, като жителите му са 18 българи.
Според статистиката на Васил Кънчов („Македония. Етнография и статистика“) в 1900 Долно Елевци има 60 жители българи християни и 130 турци.
Цялото християнско население на селото е под върховенството на Българската екзархия. По данни на секретаря на екзархията Димитър Мишев („La Macédoine et sa Population Chrétienne“) в 1905 година в Евла има 56 българи екзархисти.
В 1915 година, по време на Първата световна война, селото е анексирано от Царство България. Към 1 март 1916 година Долно Елевци е част от Селечката община на българската Дебърска околия.
Според преброяването от 2002 година селото е без жители.